# Le Crime de Regent's Court
Pour les articles homonymes, voir The Adventure of the Italian Nobleman.
Pour le téléfilm, voir Un dîner peu ordinaire (téléfilm).
Le Crime de Regent's Court (The Adventure of the Italian Nobleman), parfois titrée Un dîner peu ordinaire, est une nouvelle policière d'Agatha Christie, mettant en scène le détective belge Hercule Poirot et son faire-valoir le capitaine Hastings.
Initialement publiée le 24 octobre 1923 dans la revue The Sketch au Royaume-Uni, cette nouvelle a été reprise en recueil en 1924 dans Poirot Investigates au Royaume-Uni. Elle a été publiée pour la première fois en France dans la revue Club des Masques en septembre 1933, puis dans le recueil Les Enquêtes d'Hercule Poirot en 1968.

## Résumé
Hercule Poirot et le capitaine Hastings reçoivent la visite d'un de leurs amis et voisin proche, le docteur Hawker, et discutent tranquillement de cas d'empoisonnements criminels à l'arsenic lorsque surgit, affolée, la femme de chambre du médecin, miss Rider, qui indique avoir reçu par téléphone l'appel à l'aide d'un homme disant avoir été « tué », et s'appelant « Foscatin » et parlant de « Regent's Court ».
Le médecin indique à ses hôtes qu'il doit s'agir d'un de ses patients, le comte Foscatini, et accepte que Poirot et Hastings l'accompagnent à Regent's Court, immeuble luxueux, pour en avoir le cœur net. Ils apprennent par le liftier, Roberts, que le valet et maître d'hôtel du comte, M. Graves, est sorti une demi-heure plus tôt, tandis que le comte reçoit, pendant ce temps, deux messieurs à dîner. Après la survenue du gérant de l'immeuble, Hawker, Poirot et Hastings, entrés chez le comte, constatent que celui-ci, assis à son bureau et tenant encore le téléphone à la main, a été tué par une statuette de marbre ensanglantée, tandis que les invités du comte semblent avoir disparu.
Poirot s'intéresse immédiatement aux circonstances du dîner et se fait conduire dans les cuisines de l'immeuble, où il s'enquiert auprès du personnel des détails sur les menus servis dans l'appartement du comte, via le monte-charge, et sur les reliefs du repas revenus en cuisine.
Peu après, Graves, le valet du comte, revient à l'appartement et révèle aux enquêteurs que, la veille, dans la matinée, le comte avait reçu deux Italiens, dont l'un était nommé Paolo Ascanio, et que, discrètement, il avait tenté d'écouter leur conversation, dont il avait saisi des bribes laissant penser à un différend d'ordre financier, et invitant ses visiteurs à revenir le lendemain soir.
Graves poursuit en rapportant l'arrivée des deux hommes à 20 heures, le soir du meurtre, et les sujets de conversation anodins entendus durant le dîner, après lequel son maître, vers 20 h 30, lui avait donné congé pour la soirée.
Après avoir trouvé dans le carnet d'adresses de la victime, le nom et l'adresse d'Ascanio, l'inspecteur chargé de l'enquête procède à son arrestation, pensant à une histoire de vendetta. Toutefois, le signor Ascanio présente un alibi indiscutable, en la personne de l'ambassadeur d'Italie, qui certifie que le suspect se trouvait avec lui le soir du meurtre entre 20 et 21 heures.
Ascanio, revenu consulter Poirot après sa libération, finit par reconnaître avoir rendu visite au comte Foscatini (qui se révèle en réalité avoir porté un titre de complaisance et avoir été un maître-chanteur) la veille du meurtre, en compagnie d'un membre du personnel de l'ambassade, pour lui remettre une somme d'argent en échange de documents compromettants pour un personnage italien haut placé, mais nie être revenu à Regent's Court le soir du meurtre.
Après le départ de l'Italien, Poirot expose sa théorie à Hastings. Le meurtre a en réalité été commis par le valet, Graves, seule personne déclarant que le comte aurait reçu des Italiens à dîner ce soir-là. L'essentiel des trois repas étant passé dans l'estomac du valet, qui n'a toutefois pas réussi à manger les parts de soufflé-au-riz du dessert. Graves a poussé la mise en scène jusqu'à fumer deux cigarettes et un cigare, et à boire dans les trois tasses de café, pour accréditer l'idée de plusieurs convives présents dans la salle à manger, mais a notamment été perdu par le fait que, en cuisine, l'intégralité du soufflé-au-riz est revenue intacte, ce qui a éveillé la méfiance de Poirot.

## Remarques
Sans apparaître dans le cours de l'enquête, menée par un inspecteur de police non nommé, l'inspecteur Japp est cité notamment à la fin de la nouvelle, lorsque Poirot indique à Hastings son intention de lui révéler ses conclusions pour qu'il se charge d'arrêter le coupable. Dans l'adaptation télévisée, compte tenu de la place dévolue par les producteurs à son personnage (pour des raisons de fidélisation du spectateur), Japp est celui qui est chargé de l'enquête policière.

## Publications
Avant la publication dans un recueil, la nouvelle avait fait l'objet de publications dans des revues, dans la série « The Grey Cells of Mr Poirot II » :
- le 24 octobre 1923, au Royaume-Uni, dans le no 1604 (vol. 124) de l'hebdomadaire The Sketch[1],[2] ;
- en décembre 1924, aux États-Unis, sous le titre « The Italian Nobleman », dans la revue Blue Book Magazine[1] ;
- en septembre 1933, en France, dans le no 20 de la revue Club des Masques[3].

La nouvelle a ensuite été publiée dans des recueils :
- en 1924, au Royaume-Uni, dans Poirot Investigates[1],[4] (avec 10 autres nouvelles) ;
- en 1925, aux États-Unis, dans Poirot Investigates[1] (avec 13 autres nouvelles, soit 3 supplémentaires par rapport au recueil britannique) ;
- en 1968, en France, dans Les Enquêtes d'Hercule Poirot[3] (recueil ne reprenant que 9 des 11 nouvelles du recueil britannique)
(rééditée en 1990 sous le titre « Un dîner peu ordinaire » dans la coll.« Les Intégrales du Masque »).

## Adaptation
- 1993 : Un dîner peu ordinaire (The Adventure of the Italian Nobleman), téléfilm britannique de la série télévisée Hercule Poirot (38e épisode, 5.05), avec David Suchet dans le rôle principal.